# 신들의 제국
《신들의 제국》(Decline of an Empire)은 영국에서 제작된 마이클 레드우드 감독의 2014년 드라마 영화이다. 니콜 케니허트 등이 주연으로 출연하였고 마이클 레드우드 등이 제작에 참여하였다. 영화의 현재 영어 제목은 Decline of an Empire이지만, 이 영화가 개봉되기 전에 임시로 사용하던 제목은 Katherine of Alexandria이었다.

## 출연

### 주연
- 니콜 케니허트
- 에드워드 폭스
- 피터 오툴
- 조스 아클랜드
- 스티븐 버코프

### 조연
- 더들리 서튼
- 진 마로우
- 베스 앤더슨
- 케이트 가트사이드

## 기타
- 미술: 가레스 토머스

## 개봉
이 영화는 2014년 개봉되었으며 미국에서 2014년 8월 12일 Decline of an Empire라는 제목으로 DVD가 출시되었다.